# Cinturón de la meningitis

El cinturón de la meningitis, mostrando la distribución de meningitis meningocócica en África

El cinturón de meningitis africano es una región del África subsahariana con un alto índice de incidencia de meningitis. La causa primaria de la meningitis del cinturón es Neisseria meningitidis.

## Regiones
De oeste a este, el cinturón abarca regiones o la totalidad de Gambia, Senegal, Guinea-Bissau, Guinea, Malí, Burkina Faso, Ghana, Níger, Nigeria, Camerún, Chad, República Centroafricana, Sudán, Sudán del Sur, Uganda, Kenya, Etiopía y Eritrea. El "cinturón" alberga alrededor de 300 millones de personas en total.  Esta región no es sólo propensa a la meningitis, sino también a otras epidemias como malaria.
Los países más afectados en la región son Burkina Faso, Chad, Etiopía y Níger. Burkina Faso, Etiopía y Níger suman el 65% de todos los casos en África. En epidemias importantes, se llegan a tasas de ataque de 100 a 800 enfermos por cada 100 000 habitantes. Aun así, comunidades concretas pueden llegar a sufrir tasas de 1000 por 100 000. Durante estas epidemias, los niños jóvenes sufren los índices más altos.

## Historia y características
El África subsahariana ha sido asolada por grandes epidemias de meningitis meningocócica durante más de un siglo,  en su mayor parte causados por meningococos.
Lo típico es que las epidemias se produzcan en la estación seca (de diciembre a junio) y que una onda epidémica dure dos o tres años, con interrupciones durante las temporadas de lluvia intermedias. En esa zona escasea la atención médica, agudizando las crisis provocadas por las epidemias.
La epidemia más grande registrada en la historia asoló toda la región en el período 1996-1997 y causó más de doscientos cincuenta mil casos y veinticinco mil muertes. En 2009 hubo más de 90 000 casos en el cinturón frente a contrariamente a menos de 800 casos en los Estados Unidos en 2011, con una población similar.

## Vacuna contra la meningitis
El Proyecto para una Vacuna contra la Meningitis nació en 2001 como un esfuerzo para parar la proliferación de la meningitis en esta región. 